# William Christopher
William Christopher (ur. 20 października 1932 w Evanston, zm. 31 grudnia 2016 w Pasadenie) – amerykański aktor teatralny, filmowy i telewizyjny. Występował w roli kapelana Johna Mulcahy’ego z serialu TV M*A*S*H.

## Życiorys
Studiował aktorstwo na Wesleyan University w Middletown. Karierę aktorską zaczynał w przedstawieniach wystawianych w teatrach off-broadwayowskich. Później przeniósł się do Hollywood, gdzie otrzymywał początkowo drobne role w produkcjach telewizyjnych. Zaczął też pojawiać się w serialach, m.in. przez kilka sezonów w produkcji Gomer Pyle, U.S.M.C. grał szeregowca Lestera Hummela. Największą popularność przyniosła mu rola Johna Mulcahy’ego, katolickiego kapelana służącego w trakcie wojny koreańskiej. Postać tę odgrywał przez wszystkie sezony serialu M*A*S*H.
Zmarł w następstwie choroby nowotworowej w swoim domu w Pasadenie 31 grudnia 2016.

## Filmografia
- Szczęście Harry’ego (1966) jako praktykant
- Najgorszy rewolwerowiec Dzikiego Zachodu (1968) jako dyrektor hotelu
- Prywatna flota sierżanta O’Farrella (1968) jako szeregowy Jack Schultz
- Hollywoodzki kowboj (1975) jako pracownik banku
- Columbo (1970; serial TV) jako naukowiec
- M*A*S*H (1972–1983; serial TV) jako kapelan John Mulcahy
- Statek miłości (1977-1986; serial TV) jako Carl Mitchell/Elliot Weatherly/Hal Wiliston
- Napisała: Morderstwo (1985; serial TV) jako Burton Hollis
- Szaleję za tobą (1998; serial TV) jako Chaplain Olse
- Nowe przygody Supermana (1997; serial TV) jako Andrus
- Diagnoza morderstwo (1998; serial TV) jako Art Amador/Martin Beckman
- Piątka Nieustraszonych (1998; serial TV) jako profesor Roykirk
- Dni naszego życia (2012; serial TV) jako o. Tobias